# Peperomia metapalcoensis
Peperomia metapalcoensis är en pepparväxtart som beskrevs av C. Dc.. Peperomia metapalcoensis ingår i släktet peperomior, och familjen pepparväxter. Inga underarter finns listade i Catalogue of Life.